# Подолян Юрій Віталійович
Ю́рій Віта́лійович Подолян — полковник медичної служби Збройних сил України, Заслужений лікар України.

## З життєпису
Юрій Віталійович народився 25 лютого 1975 року у с. Ободівка Тростянецького р-ну, Вінницької області.
У 1993 році закінчив Гайсинське медичне училище за спеціальністю «Лікувальна справа» та здобув кваліфікацію — фельдшера. У 2000 році закінчив Вінницький медичний інститут ім. М. І. Пирогова за спеціальністю «лікувальна справа» та здобув кваліфікацію — лікар, згодом у 2003 році — Українську військово-медичну академію за спеціальністю «Анестезіологія».

## Бойовий шлях
У 2012—2013 роках у складі литовського військового контингенту служив в Афганістані. Через два роки знову потрапив у воєнні умови вже на рідній землі у складі 59-го військового мобільного госпіталю Військово-медичного клінічного центру Центрального регіону в районі проведення АТО на території Донецької та Луганської областей.
Був начальником 59-го військового мобільного госпіталю Центрального регіону, який дислокувався у с. Оріхове Старобільського р-ну Луганської обл., с. Побєда Новоайдарського р-ну Луганської обл., м. Сватове Сватівського р-н Луганської обл., м. Сєвєродонецьк, Луганської області.
Станом на початок серпня 2014 року 2 тисячі бійців — учасників російсько-української війни пройшли амбулаторне лікування у госпіталі Центрального регіону. За 2 місяці роботи госпіталю на сході України тут стаціонарно пролікувалися близько 450 осіб, серед поранених летальних випадків не було. Станом на листопад 2014-го госпіталь перебував у місті Сватове. На той час проліковано 4500 людей, з них 100 — цивільних, проведено понад 500 операцій, половина з них — важкі. Станом на липень 2015-го госпіталь перебував у місті Сватове. На той час проліковано понад 14500 людей, з них 2400 — цивільних, проведено майже 2000 операцій, понад 400 з них — важкі.
2 вересня, під час святкування 357 річниці з Дня заснування міста Сватове, на центральній площі було представлено нового Почесного громадянина міста. Ним став полковник медичної служби Збройних сил України, начальник 59-го військового мобільного госпіталю Центрального регіону Подолян Юрій Віталійович.
У 2017 році був призначений начальником Військово-медичного клінічного центру Північного регіону (м. Харків)
З серпня 2020 року — начальник Військово-медичного клінічного центру Західного регіону (м. Львів).
Від 2022 року на посаді заступника командувача Медичних сил Збройних Сил України.

## Нагороди та відзнаки
- Орден Богдана Хмельницького ІІІ ступеня (21 серпня 2014) — за особисту мужність і героїзм, виявлені у захисті державного суверенітету та територіальної цілісності України, вірність військовій присязі, високопрофесійне виконання службового обов'язку[2].
- Нагрудний зак «Воїн-миротворець», наказ МОУ № 125 від 16.05.2013 року;
- Відзнака — медаль «За зразкову службу у ЗСУ» ІІІ ст., наказ МОУ № 1135 від 25.11.2009 року;
- Відзнака Президента України — ювілейна медаль «25 років незалежності України» (19 серпня 2016) — за значні особисті заслуги у становленні незалежної України, утвердженні її суверенітету та зміцненні міжнародного авторитету, вагомий внесок у державне будівництво, соціально-економічний, культурно-освітній розвиток, активну громадсько-політичну діяльність, сумлінне та бездоганне служіння Українському народу[3].